# Associazione Sportiva Cosenza 1970-1971
Questa pagina raccoglie le informazioni riguardanti l'Associazione Sportiva Cosenza nelle competizioni ufficiali della stagione 1970-1971.

## Rosa
| N. |                   | Ruolo | Calciatore          |
| -- | ----------------- | ----- | ------------------- |
|    | Italia (bandiera) | A     | Raimondo Alduina    |
|    | Italia (bandiera) | P     | Enrico Bastiani     |
|    | Italia (bandiera) | C     | Ezio Campidonico    |
|    | Italia (bandiera) | A     | Franco Campidonico  |
|    | Italia (bandiera) | D     | Sergio Codognato    |
|    | Italia (bandiera) | A     | Bruno Dalle Fratte  |
|    | Italia (bandiera) | D     | Giuseppe D'Elia     |
|    | Italia (bandiera) | A     | Carlo Di Cristofaro |
|    | Italia (bandiera) | D     | Giuseppe Faggio     |
|    | Italia (bandiera) | D     | Pasquale Fiore      |
|    | Italia (bandiera) | A     | Salvatore Frisenda  |

| N. |                   | Ruolo | Calciatore           |
| -- | ----------------- | ----- | -------------------- |
|    | Italia (bandiera) | A     | Nicola Fusaro        |
|    | Italia (bandiera) | A     | Gianfranco Gagliardi |
|    | Italia (bandiera) | D     | Franco Gioannetto    |
|    | Italia (bandiera) | P     | Paolo Giusti         |
|    | Italia (bandiera) | D     | Eros Gobbi           |
|    | Italia (bandiera) | C     | Giusto Lodi          |
|    | Italia (bandiera) | C     | Mario Marimanno      |
|    | Italia (bandiera) | D     | Sauro Marinelli      |
|    | Italia (bandiera) | P     | Vittorio Salatino    |
|    | Italia (bandiera) | C     | Antonio Vita         |